# 1 E5 m³
Za lažjo predstavo redov velikosti različnih prostornin je tu seznam prostornin med 105 m³ in 106 m³.
- manjše prostornine
- 100.000 m³ (kubičnih metrov) je enako ...
  - kocki s stranico dobrih 46,4 m
  - krogli s polmerom 28,8 m
- 184.000 m³ -- prostornina plina v zrakoplovu USS Macon (ZRS-5)
- 211.890 m³ -- prostornina plina v zrakoplovu Hindenburg
- 573.000 m³ -- prostornina lesa posekanih iglavcev v Sloveniji zaradi zalubnikov v letu 2004
- večje prostornine